# 薬剤師認定制度
薬剤師認定制度（やくざいしにんていせいど、Pharmacists' Credentials）は、医学・薬学の高度化・専門化に伴い、特定の医療分野等において高度な知識や技量、経験を持つ薬剤師を認定する制度。各種の認定薬剤師・専門薬剤師資格があり、様々に細分化された認定制度が存在する。薬学系の大学・団体・学会が認定する。現在のべ1万人ほどの薬剤師が各種認定制度で認定を受けている。
薬剤師免許には更新がないので、事実上薬剤師全体の資質水準を規定するものであり免許更新に代わる仕組みである

## 生涯研修認定制度
2004年、公益社団法人薬剤師認定制度認証機構（Council on Pharmacists Credentials、CPC）が薬剤師に対する生涯学習と認定制度を第三者評価する機関として設立された。現在各種の実施機関（生涯研修プロバイダ－）が同機構に認証された生涯研修認定制度を実施し認定証を発行している。複数のプロバイダー間で単位互換制度が実施されている場合がある。CPCは生涯研修を実施する他、下記に挙げる各種認定制度の評価及び認証認定を行っている。

## 特定領域認定制度
薬剤師の生涯研修の一環として多くの団体が一定の研修実績に基づいて認定証を授与している。日本医療薬学会、日本病院薬剤師会、日本生薬学会、等の学会が認定制度を実施している。研修認定薬剤師以外は、認定する学会（団体）または指定する学会（団体）に所属していることが認定条件になっている。
研修認定薬剤師
公益財団法人日本薬剤師研修センターが研修認定薬剤師制度のもと認定する。1994年（平成6年）開始。最初の申請は4年以内に40単位以上(各年5単位以上)を取得する必要がある。その後は3年毎の更新を受ける。
認定実務実習指導薬剤師
日本薬剤師研修センターが厚生労働省補助事業として2005年から養成研修事業を実施している（2010年からは独自事業）。薬学部6年制の設置に伴い必修化された長期の薬局病院実務実習(2010年度開始)に対応するため指導的立場となる薬剤師である。認定を受けた薬剤師総数は薬局薬剤師15,426名、病院薬剤師7,697名（平成29年3月31日現在）。原則として薬剤師実務経験が5年以上あること、ワークショップ形式及び講習会形式の研修を受講し受講証明書を得ること等の認定要件が定められている。
日病薬病院薬学認定薬剤師
日本病院薬剤師会が認定する、病院・診療所・介護保険施設等の医療現場において活躍しうる薬剤師。
がん薬物療法認定薬剤師
日本病院薬剤師会が認定するがん薬物療法の認定薬剤師。薬剤師としての実務経験を5年以上有し、がん薬物療法認定薬剤師認定試験に合格する等の申請資格が必要となる。認定を受けた薬剤師は2009年に700名に達し、2016年10月1日現在1052名。
感染制御認定薬剤師
日本病院薬剤師会が認定する感染制御の認定薬剤師。薬剤師としての実務経験を5年以上有し、感染制御認定薬剤師認定試験に合格する等の申請資格が必要となる。感染制御専門薬剤師の認定を申請するのに必要な資格の一つとなっている。認定を受けた薬剤師は2009年に250名に達し、2017年4月1日現在256名。
精神科薬物療法認定薬剤師
日本病院薬剤師会認定
HIV感染症薬物療法認定薬剤師
日本病院薬剤師会認定
妊婦・授乳婦薬物療法認定薬剤師
日本病院薬剤師会認定
外来がん治療認定薬剤師
日本臨床腫瘍薬学会が認定する、外来がん薬物療法および関連する領域の知識と技術を用いて病院、診療所および薬局等の医療の提供の場において質の高いがん薬物療法を実践する薬剤師。
漢方薬・生薬認定薬剤師
日本薬剤師研修センターと日本生薬学会が合同認定する「漢方薬・生薬に関する専門的知識を修得し、能力と適性を備えた薬剤師」。日本薬剤師研修センターと日本生薬学会が実施する研修を受け、試問に合格することで認定を受ける。なお、更新（3年毎）のためには、漢方薬・生薬に関する研修に参加し、定められた単位を取得しなければならない。
緩和薬物療法認定薬剤師
日本緩和医療薬学会認定
プライマリ・ケア認定薬剤師
一般社団法人日本プライマリ・ケア連合学会認定。薬剤師認定制度認証機構による認証済みで、特定領域認定制度（P）は一般の薬剤師研修認定制度（G）より領域性・専門性が高く、いわば上位に位置する認定薬剤師制度。
認定指導者(認定指導薬剤師)
特定非営利活動法人日本禁煙学会認定
在宅療養支援認定薬剤師制度
一般社団法人日本在宅薬学会
スポーツファーマシスト
日本アンチ・ドーピング機構が日本薬剤師会と協力して認定するドーピング防止活動をリードする認定薬剤師。
救急認定薬剤師
日本臨床救急医学会認定
抗菌化学療法認定薬剤師
日本化学療法学会が認定する、抗菌化学療法（抗ウイルス薬、抗真菌薬も含む）に関する十分な知識及び技能を有する薬剤師。
日本臨床薬理学会認定薬剤師
日本臨床薬理学会が認定する、教育・臨床試験・薬物治療に関し臨床薬理学の専門家としてふさわしい実力を有する薬剤師。1995年発足。

## 専門薬剤師認定制度
専門薬剤師は医師の負担を分散し安全で安心できる薬物療法を提供することを最大の目標としている。2008年日本学術会議薬学委員会専門薬剤師分科会は専門薬剤師制度のあるべき姿等を学術的・客観的立場から検討を加え提言をまとめた。それぞれの専門分野における活動を実践するとともに、指導的役割を果たし、研究活動も行うことができる薬剤師として認定するもの。
がん専門薬剤師
日本医療薬学会が認定するがん薬物療法の専門薬剤師。「医療に関する広告標榜が可能となった薬剤師の専門性に関する資格」としては初めてのものとなった。がん領域における薬物療法等についての高度な知識と技術を用いて質の高いがん薬物療法を医療チームの一員として提供する事を目的としている。当初は日本病院薬剤師会が認定機関となり、がん専門薬剤師認定試験に合格する等の申請資格が必要とされたが、2009年を最後に日本病院薬剤師会の認定は終了となり、2010年より、認定機関は日本医療薬学会に移管された。移管の理由は医療法上の広告の可能性を考慮したためとされる。
がん指導薬剤師
日本医療薬学会が認定する、がん領域における薬物療 法等についての深い知識と鍛錬された技術を用いて、他の薬剤師に対する指導的役割を果たし、研究活動についても自ら推進することができる薬剤師。
感染制御専門薬剤師
日本病院薬剤師会が認定する感染制御の専門薬剤師。医学や薬学や化学が発展した現代において、感染症の分野だけでも、専門家として把握すべき情報は非常に大きい。このため、感染制御専門薬剤師は、消毒薬と抗生物質などの専門家として、活躍することが期待されている。感染制御認定薬剤師等の資格をもち、感染制御領域に関する学会発表及び学術論文、さらに感染制御専門薬剤師認定試験に合格する等の申請資格 が必要となる。認定を受けた薬剤師は2009年に200名に達した。
精神科専門薬剤師
日本病院薬剤師会認定
妊婦・授乳婦専門薬剤師
日本病院薬剤師会認定
HIV感染症専門薬剤師
日本病院薬剤師会認定
日本禁煙学会認定専門指導者(専門薬剤師)
特定非営利活動法人日本禁煙学会認定
栄養サポート（ＮＳＴ）専門薬剤師
日本静脈経腸栄養学会認定

## 登録薬剤師制度
リウマチ登録薬剤師
公益財団法人日本リウマチ財団登録。日本リウマチ財団登録医、同登録リウマチケア看護師等と連携・協働する薬剤師を登録するもので、2014年4月から始まり、同年10月に第1号が誕生した。